# Kolatodu Bygodu, Virajpet
Kolatodu Bygodu là một làng thuộc tehsil Virajpet, huyện Kodagu, bang Karnataka, Ấn Độ.